# Colac (confiserie)
 (novembre 2023).
Si vous disposez d'ouvrages ou d'articles de référence ou si vous connaissez des sites web de qualité traitant du thème abordé ici, merci de compléter l'article en donnant les références utiles à sa vérifiabilité et en les liant à la section « Notes et références ».

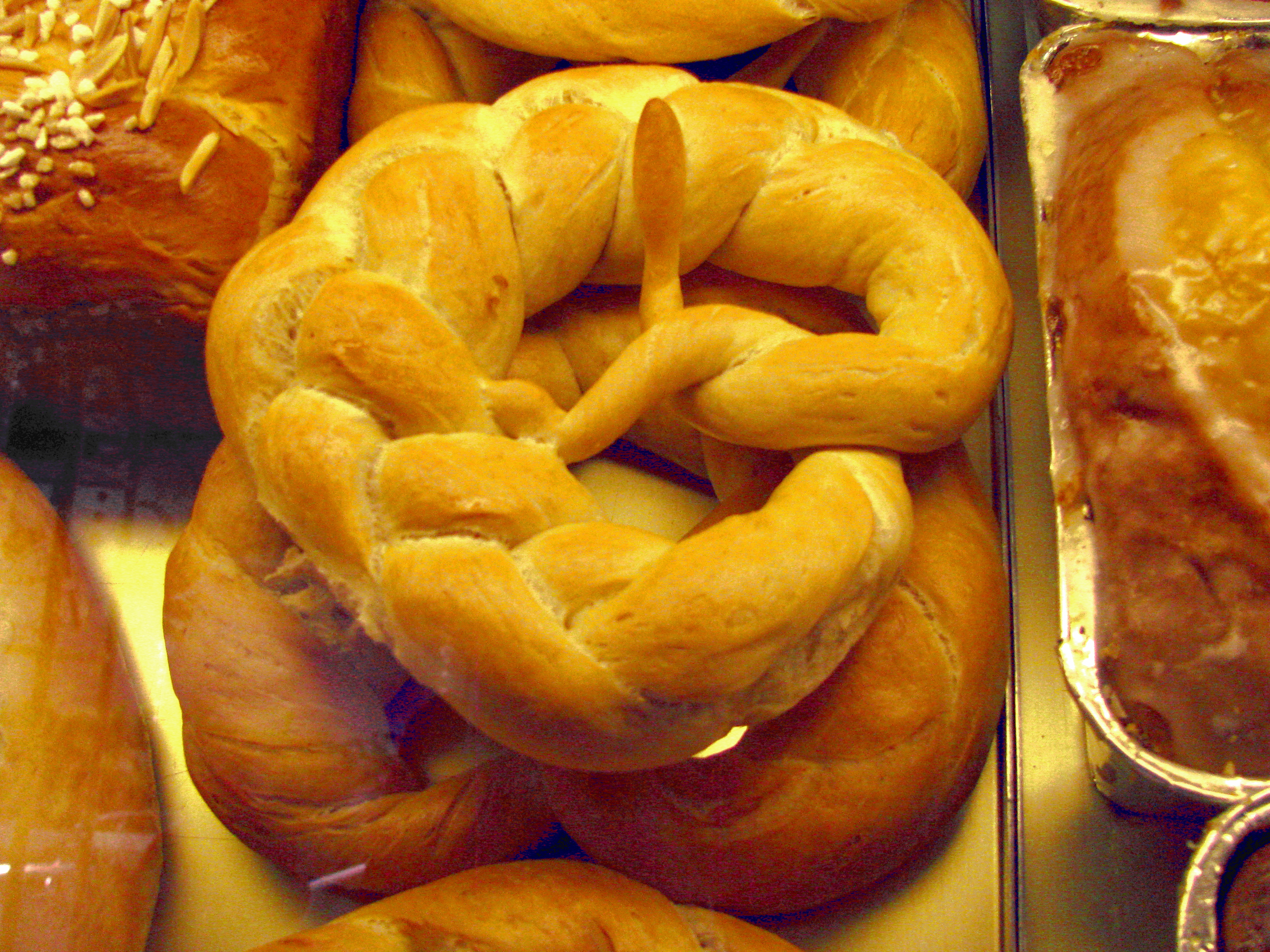
Un colac

Un colac est une viennoiserie typique de la cuisine roumaine et moldave qui se présente sous la forme de petite brioche de formes différentes comme des tresses, des cercles, des croix ou des oiseaux. Les colaci sont consommés surtout durant la période de Noël. On en offre traditionnellement aux enfants qui chantent des colindes.

## Étymologie
Ce mot dérive du bulgare kolak qui renvoie à l'idée de cercle.

## Croyance
En Roumanie, Moldavie et plus largement dans les Balkans, il existe une offrande céréalière lié au culte des morts. C'est le cas du colivă, mais aussi le sfințișori dont la fête a lieu le 9 mars, et des fameux colaci, que l’on offrira aux visiteurs qui viennent saluer le mort, lors de la veillée funèbre.